# 克丽丝廷·多布森
克丽丝廷·多布森（英語：Christine Dobson，1966年11月24日—），澳大利亚前女子曲棍球运动员。她曾代表澳大利亚国家队参加1992年夏季奥林匹克运动会曲棍球比赛，获得第五名。